# Werner Auer

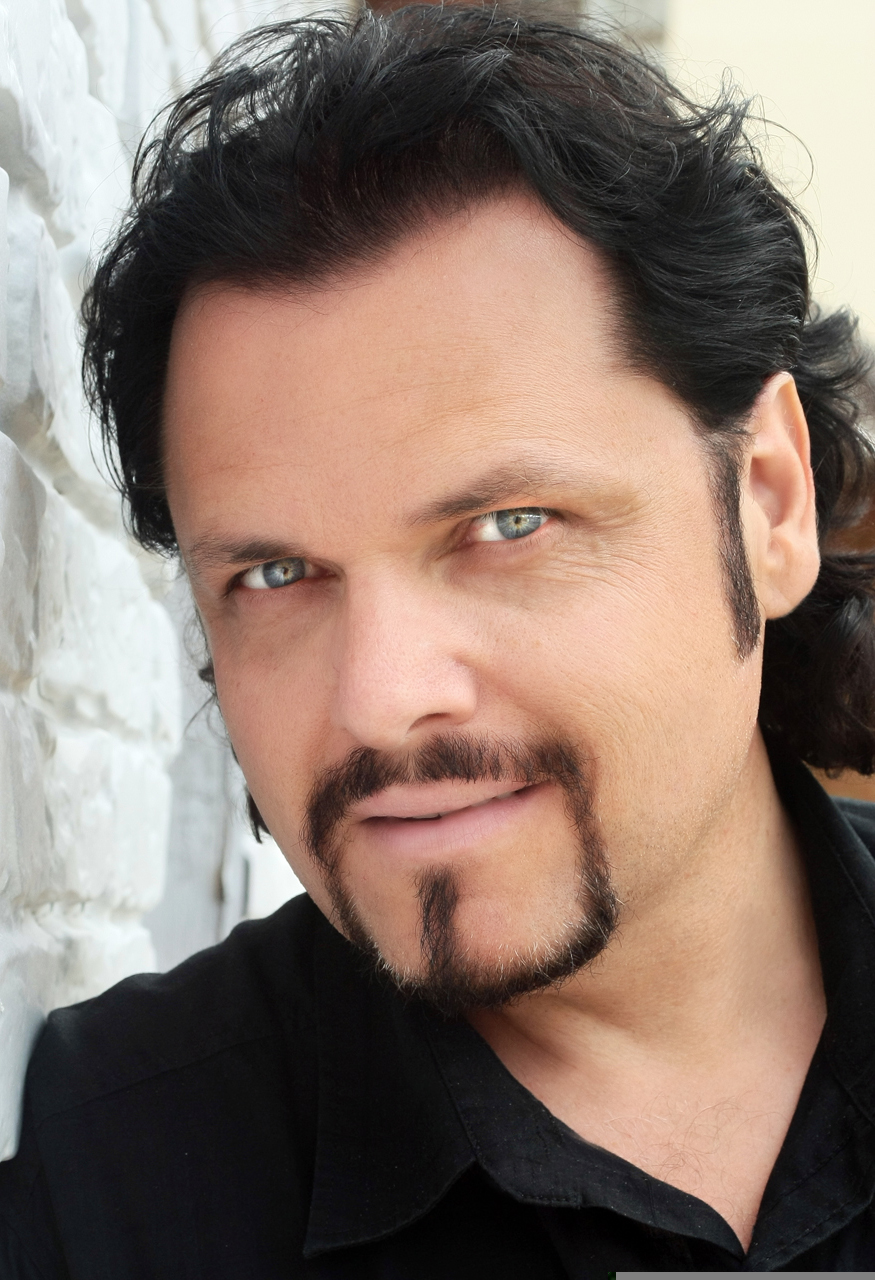
Werner Auer

Werner Auer (* 11. Dezember 1965 in Hollabrunn) ist ein österreichischer Intendant, Musicaldarsteller, Sänger, Regisseur, Kabarettist und Moderator.

## Leben
Als Sänger und Musicaldarsteller steht Werner Auer seit fast vierzig Jahren auf der Bühne. War zu Beginn die Rockmusik sein Betätigungsfeld, wandte er sich ab 1997 zunehmend dem Musical und der Bigband-Musik zu. Seit 1999 ist Werner Auer Intendant der Felsenbühne Staatz, wo er auch selbst als Musicaldarsteller, Regisseur und Bühnenbildner tätig ist. Mit seiner Firma entwickelt er Show- und Veranstaltungskonzepte und ist als Liveregisseur und Moderator bei Großveranstaltungen, Events und Shows im Einsatz. Seit 2013 ist er auch Intendant und Regisseur des von ihm gegründeten Kindermusical-Sommers Niederösterreich in Schiltern (Gemeinde Langenlois) und Leiter der "We love musical" Musicalworkshops.
Ab 2009 war Werner Auer Obmann des Vereines Theaterfest Niederösterreich. Im September 2021 wurde Kristina Sprenger zu seiner Nachfolgerin gewählt.
Neben seinen Soloprojekten und Konzerten wirkt Auer auch als Gesangssolist diverser renommierter österreichischer Orchester und Bigbands.
Er lebt mit seiner Frau Sabine in der niederösterreichischen Kleinstadt Hollabrunn und in Wien, beide haben einen erwachsenen Sohn David.
Vor seiner professionellen künstlerischen und musikalischen Tätigkeit war Werner Auer auch als ausgebildeter Vermessungstechniker und Bauingenieur tätig.

## Musicaldarsteller
- 1998 Apollo in Olympia (Heller/Auer); Uraufführung
- 1998 Zauberer in Zwerg Nase (Koci); Uraufführung
- 1999 Apollo in Olympia (Heller/Auer)
- 1999 Jean Valjean in Les Misérables (Musical) (Schönberg/Boublil)
- 2000 Drache in Der geflügelte Drache (Heller/Koci)
- 2000 Jean Valjean in Les Misérables (Musical) (Schönberg/Boublil)
- 2001 Graf Waldorff / Anton in Jeremias (Gössinger/Wiesinger); Uraufführung
- 2001 Sheriff von Nottingham in Robin Hood (Heller/Sommer/Auer); Uraufführung
- 2002 Eusebio in König ohne Krone (Heller/Sommer/Auer); Uraufführung
- 2002 Kaiaphas in Jesus Christ Superstar (Webber/Rice)
- 2003 Zauberer Baba Abdalla in 1001 Nacht (Koci); Uraufführung
- 2004 Pilatus in Jesus Christ Superstar (Webber/Rice)
- 2005 Dr. Jekyll / Mr. Hyde in Jekyll & Hyde (Musical) (Wildhorn/Bricusse)
- 2006 Jean Valjean in Les Misérables (Musical) (Schönberg/Boublil)
- 2007 Chauvelin in The Scarlet Pimpernel (Wildhorn/Knighton); Österreichische Erstaufführung
- 2008 Pharao in Joseph and the Amazing Technicolor Dreamcoat (Webber/Rice)
- 2008 Showmaster Wolf in Wolf Wills Wissen (Heller/Vanura/Auer); Uraufführung
- 2009 Ché in Evita (Webber/Rice)
- 2010 Kardinal Richelieu in 3 Musketiere (Bolland/Bolland); Österreichische Erstaufführung
- 2010 Menelaos in Paris – Das Trojamusical (English/MacKay); Österreichische Erstaufführung
- 2011 Zoser in Aida (John/Rice)
- 2012 Thomas Andrews in Titanic – Das Musical (Yeston/Stone); Österreichische Erstaufführung
- 2013 Das Biest in Die Schöne und das Biest (Broadway-Musical) (Menken/Woolverton/Ashman/Rice)
- 2014 Lieutenant Schrank in West Side Story (Bernstein/Laurent/Sondheim)
- 2015 Fred Graham / Petruchio in Kiss Me Kate (Porter/Spewack/Spewack)
- 2016 Merlin in Artus – Excalibur (Wildhorn/Menchell/Lerner); Österreichische Erstaufführung
- 2017 Pilatus in Jesus Christ Superstar (Webber/Rice)
- 2018 Javert in Les Misérables (Musical) (Schönberg/Boublil)
- 2019 Baron Danglars in Der Graf von Monte Christo (Musical) (Wildhorn/Murphy)
- 2021 Johnny Cash in Million Dollar Quartet (Musical von Escott/Mutrux)
- 2022 Joey in Sister Act (Musical von Menken/Slater)
- 2023 Sergant Garcia in Zorro (Musical von Stephen Clark/Helen Edmundson/The Gipsy Kings)
- 2024 Juan Perón in Evita (Musical von Webber/Rice)
- 2025 Sir Danvers Carew in Jekyll & Hyde (Musical von Wildhorn/Bricusse)

## Regisseur
- 2003 1001 Nacht (Koci); Uraufführung auf der Felsenbühne Staatz
- 2004 Jesus Christ Superstar (Webber/Rice) auf der Felsenbühne Staatz
- 2005 Jekyll & Hyde (Musical) (Wildhorn/Bricusse) auf der Felsenbühne Staatz
- 2005–2012 Ritter Rost (Hilbert/Janosa) auf der Felsenbühne Staatz
- 2006 Les Misérables (Musical) (Schönberg/Boublil) auf der Felsenbühne Staatz
- 2007 The Scarlet Pimpernel (Wildhorn/Knighton); Österreichische Erstaufführung auf der Felsenbühne Staatz
- 2008 Joseph and the Amazing Technicolor Dreamcoat (Webber/Rice) auf der Felsenbühne Staatz
- 2008 Wolf in Wolf Wills Wissen (Heller/Vanura/Auer); Uraufführung im Festspielhaus St. Pölten
- 2009 Evita (Webber/Rice) auf der Felsenbühne Staatz
- 2010 3 Musketiere (Bolland/Bolland); Österreichische Erstaufführung auf der Felsenbühne Staatz
- 2011 Aida (John/Rice) auf der Felsenbühne Staatz
- 2012 Titanic – Das Musical (Yeston/Stone); Österreichische Erstaufführung auf der Felsenbühne Staatz
- 2013 Die Schöne und das Biest (Broadway-Musical) (Menken/Woolverton/Ashman/Rice) auf der Felsenbühne Staatz
- 2013–2025 Ritter Rost (Hilbert/Janosa) beim Kindermusical-Sommer Niederösterreich in Schiltern (Gemeinde Langenlois)
- 2014 West Side Story (Bernstein/Laurent/Sondheim) auf der Felsenbühne Staatz
- 2015 Kiss Me Kate (Porter/Spewack/Spewack) auf der Felsenbühne Staatz
- 2016 Artus – Excalibur (Wildhorn/Menchell/Lerner); Österreichische Erstaufführung auf der Felsenbühne Staatz
- 2017 Jesus Christ Superstar (Webber/Rice) auf der Felsenbühne Staatz
- 2018 Les Misérables (Musical) (Schönberg/Boublil) auf der Felsenbühne Staatz
- 2019 Der Graf von Monte Christo (Musical) (Wildhorn/Murphy);  Österreichische Erstaufführung auf der Felsenbühne Staatz
- 2021 Million Dollar Quartet (Musical von Escott/Mutrux); Deutschsprachige Erstaufführung im Wiener Metropol
- 2022 Sister Act (Musical von Menken/Slater) auf der Felsenbühne Staatz
- 2023 Zorro (Musical von Stephen Clark/Helen Edmundson/The Gipsy Kings)
- 2024 Jekyll & Hyde (Musical von Wildhorn/Bricusse)

## Sänger und Entertainer
Neben seinen Soloprojekten auch Gesangssolist bei
- Orchester Axel Rot (Opernballorchester)
- Tom Henkes Big Band
- Broadway Big Band
- Bigband der Gardemusik Wien
- Bigband der Polizeimusik Niederösterreich
- Polizeimusik Wien
- Blue Eyes Bigband

## Auszeichnungen
Am 26. September 2016 wurde Werner Auer mit dem Tourismuspreis Niederösterreich in der Kategorie „Ehrenpreis“ für seinen Beitrag zum erfolgreichen Kulturtourismus in Niederösterreich ausgezeichnet.
Am 17. Oktober 2016 wurde ihm das Große Goldene Ehrenzeichen für Verdienste um das Bundesland Niederösterreich verliehen.